# Robert Eugen Gaupp
Robert Eugen Gaupp (* 3. Oktober 1870 in Neuenbürg, Württemberg; † 30. August 1953 in Stuttgart) war ein deutscher Psychiater und Neurologe.

## Wirken
Robert Eugen Gaupp, der Sohn des Staatsrats Robert von Gaupp, erforschte in Heidelberg die Dipsomanie und promovierte 1901 bei Emil Kraepelin (einem damals bekannten Abstinenzler). 1903 folgte er Kraepelin nach München. Gaupp war von 1906 bis 1936 Professor an der Universität Tübingen und Vorstand der Universitätsnervenklinik. Einer seiner Schüler war Ernst Kretschmer, der ab 1913 als Assistent bei Gaupp arbeitete, sich 1918 bei ihm habilitierte und anschließend an der Klinik als Oberarzt tätig war. Im Jahr 1909 wurde Gaupp zum Mitglied der Leopoldina gewählt.
Bereits 1910 gehörte Gaupp dem Vorstand der Gesellschaft für Rassenhygiene an. Während des Ersten Weltkriegs, den er als grausam beschrieb, wandte er sich gegen die Frauenrechtsbewegung und warnte 1916 vor der „Emanzipationsseuche fanatisierter Weiber“. Nachdem er sich 1916 mit sogenannten Kriegsneurosen beschäftigt hatte, kam er später zu dem Schluss, dass auch psychogene Erkrankungen Symptome einer Gasvergiftung, wie sie im Gaskrieg während des Ersten Weltkrieges auftrat, zeigen können. In der Weimarer Republik war Gaupp ein entschiedener Befürworter der rassenhygienischen Zwangssterilisierung. So schrieb er beispielsweise in seinem 1925 erschienenen Buch Die Unfruchtbarmachung geistig und sittlich Kranker und Minderwertiger: „Ohne ihre Sterilisierung kann der eugenische Gedanke einer Reinigung des ganzen Volkes von seinen minderwertigen Elementen niemals verwirklicht werden.“

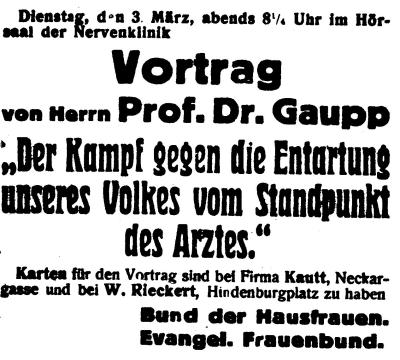
Vortrag von Herrn Prof. Dr. Gaupp
„Der Kampf gegen die Entartung unseres Volkes vom Standpunkt des Arztes“ am 3. März 1931 im Hörsaal der Tübinger Nervenklinik

Ab 1931 war Gaupp Mitglied des Kuratoriums des Kaiser-Wilhelm-Instituts für Hirnforschung. Nach der Machtergreifung der Nationalsozialisten publizierte er 1934 das Buch Die Quellen der Entartung von Mensch und Volk und die Wege der Umkehr.
Von 1945 bis 1948 war Gaupp Dezernent für Wohlfahrts- und Gesundheitswesen der Stadt Stuttgart. Er stellte Persilscheine für die Aktion-T4-Beteiligten Max Eyrich und Karl Lempp aus. Gaupp war Mitglied der A.V. Igel Tübingen. Sein Sohn war Robert Gaupp junior. Der Mediziner, Anatom und Kunsthistoriker Carl Hasse war sein Schwiegervater.

### Der Fall des Hauptlehrers Wagner und die Paranoia (Gaupp)
Gaupps berühmtester Fall war der des Massenmörders Ernst August Wagner. Neben Robert Wollenberg verfasste er Ende 1914 das psychiatrische Gutachten über Wagner, das dazu führte, dass Wagner wegen Paranoia für schuldunfähig erklärt wurde. Das Gutachten enthält einige Fehler und Widersprüche. Gaupp übernahm alle Angaben Wagners, den er als „wahrheitsliebend“ darstellt. Dabei werden aber andere Motive Wagners wie u. a. Ruhmsucht und Konflikte mit der schwiegerelterlichen Familie und den Bürgern des Ortes von Wagners Tat ausgeklammert.
Zwischen Gaupp und dem ab Februar 1915 in der Heilanstalt Winnenthal bei Winnenden lebenslang untergebrachten Wagner entwickelte sich in Folge eine besondere Beziehung. Eine Verlegung in die von Gaupp geleitete Nervenheilanstalt in Tübingen lehnte Gaupp jedoch 1925 ab. 1932 verließ Wagner ein einziges Mal die Heilanstalt, um auf der 55. Tagung der südwestdeutschen Psychiater in Tübingen von Gaupp dem Fachpublikum vorgestellt zu werden. Gaupp sprach sich später für die Zwangssterilisation von Wagner aus.
Am Fall Wagner entwickelte Gaupp seine Theorie zum Wahn, die „echte“, d. h. „nicht Schizophrenie-bedingte charakterogene Paranoia“, „Paranoia (Gaupp)“. Darauf aufbauend entwickelte Gaupps Schüler Ernst Kretschmer seine Habilitation Der sensitive Beziehungswahn. Ob Gaupps Theorie von einer „echten Paranoia“ eine Daseinsberechtigung hat, ist in der Fachwelt umstritten. Eine spätere Untersuchung von Wagners Gehirn ergab jedenfalls eine Prädisposition für Schizophrenie, hinzu kommen die gehäuften Fälle von Schizophrenie und anderen Geisteskrankheiten in seiner Familienreihe. Insoweit wird Gaupps Theorie nicht bestätigt. Was bleibt, ist eine der weltweit mit am meisten untersuchten Fallstudien zum Thema Paranoia und Amoklauf.
Nach Wagners Tod 1938 wurden viele der Insassen der Heilanstalt Winnenthal, in der Wagner untergebracht war, Opfer der Aktion T4, für die auch Gaupp ein geistiger Wegbereiter war.

## Robert-Gaupp-Staffel in Tübingen
Eine von der Altstadt Tübingens zur Psychiatrischen Klinik führende Treppe wurde 1992 vom Tübinger Gemeinderat von „Robert-Gaupp-Staffel“ in „Jakob-van-Hoddis-Staffel“ umbenannt. Auf Anregung eines Koordinationstreffens der Tübinger Behindertengruppen und des Fördervereins zur Erforschung der Heimatgeschichte des Nationalsozialismus fand sich am 17. Februar 1992 im Gemeinderat der Universitätsstadt Tübingen eine Mehrheit für die Neubenennung, weil Robert Gaupp bereits in den 1920er Jahren für die Zwangssterilisierung von geistig Behinderten eingetreten war und als Wegbereiter der nationalsozialistischen Rassenlehre gilt. Der Dichter Jakob van Hoddis war zur Amtszeit Gaupps von 1922 bis 1927 Patient in der Tübinger Nervenklinik und wurde 1942 von den Nationalsozialisten ermordet.

## Auszeichnungen
- 1952: Bundesverdienstkreuz (Steckkreuz)

## Schriften (Auswahl)
- Robert  Gaupp: Zur Psychologie des Massenmords. Hauptlehrer Wagner von Degerloch. Eine kriminalpsychologische und psychiatrische Studie nebst einem Gutachten von Geh. Med.-Rat Prof. Dr. R. Wollenberg. Berlin, Julius Springer, 1914 (aus der Reihe Verbrechertypen, hrsg. von H.W. Gruhle und A. Wetzel, I. Band, 3. Heft. In diesem Heft ist sein für das Kgl. Landgericht Heilbronn erstattete Gutachten zur strafrechtlichen Verantwortung enthalten.)
- Robert Gaupp: Kriegsneurosen. In: Zeitschrift der gesamten Neurologie und Psychiatrie. Band 34, 1916, S. 357–390.
- Die Unfruchtbarmachung geistig und sittlich kranker und Minderwertiger. Erweitertes Referat, erstattet auf der Jahresversammlung des Deutschen Vereins für Psychiatrie am 3. September 1925 in Kassel. Julius Springer Verlag, Berlin 1925
- Robert Gaupp: Vom dichterischen Schaffen eines Geisteskranken. In: Jahrbuch der Charakterologie, hrsg. von Emil Utitz, II. und III. Jahrgang; Gaupp auf den S. 197–225. Pan-Verlag Rolf Heise, Berlin 1926
- Robert Gaupp: Die Freigabe der Vernichtung lebensunwerten Lebens. In: Deutsche Strafrechtszeitung-Zeitung 7, 1920, H. 11/12, Sp. 332–337